# جون فينلي
جون فينلي هو مغني كندي، ولد في 6 مايو 1945.

## وصلات خارجية
- جون فينلي على موقع ميوزك برينز (الإنجليزية)